# Spy Kids: Armageddon
Spy Kids: Armageddon (Mini Espías: Armagedón en Hispanoamérica) es una película estadounidense de comedia y espías producida, coescrita y dirigida por Robert Rodriguez y protagonizada por Gina Rodriguez, Zachary Levi, Everly Carganilla y Connor Esterson. La película sirve como un reinicio de la franquicia original de Spy Kids y es producida por Skydance Media y Spyglass Media Group, mientras que Netflix la distribuye, lo que la convierte en su segundo proyecto de Spy Kids después de la serie animada Spy Kids: Mission Critical.

## Sinopsis
Cuando los hijos de los mejores agentes secretos del mundo ayudan sin darse cuenta a un poderoso desarrollador de juegos a liberar un virus informático que le da el control de toda la tecnología, deben convertirse en espías para salvar a sus padres y al mundo.

## Reparto
- Gina Rodriguez como Nora Torrez
- Zachary Levi como Terrence Tango
- Connor Esterson como Antonio "Tony" Torrez-Tango
- Everly Carganilla como Patricia "Patty" Torrez-Tango
- D. J. Cotrona como Devlin
- Billy Magnussen como Rey "The King" Kingston
- Joe Schilling como Heck Knight
- Solar Dena Bennett as Agente de la OSS
- Fabiola Andujar como Agente de la OSS

## Producción
Se reveló que un reinicio de la franquicia Spy Kids estaba en desarrollo en enero de 2021, con una película que involucra una trama que se centra en una familia multicultural. El creador de la serie, Robert Rodríguez, regresa como escritor y director; el proyecto es una producción conjunta entre Skydance Media y Spyglass Media Group. Netflix adquirió los derechos de distribución al siguiente año en marzo, lo que lo convierte en el segundo proyecto de Spy Kids producido para la plataforma, mientras que David Ellison, Dana Goldberg, Don Granger, Racer Max (hijo de Rodríguez) y Elizabeth Avellán (la exesposa de Rodríguez) se unieron como productores.
Se reveló que el título era Spy Kids: Armageddon, que era el nombre original de la entrega anterior de la película, Spy Kids 4: All the Time in the World (2011). Junto con el anuncio de la coescritura de Max y la producción de Rodríguez, el elenco de la película se reveló en el verano de 2022: Gina Rodriguez, Zachary Levi, Everly Carganilla, Connor Esterson, Billy Magnussen y D. J. Cotrona, La producción terminó a finales de agosto de ese mismo año.

## Estreno
Spy Kids: Armageddon se estrenó en todo el mundo en Netflix el 22 de septiembre de 2023.

## Recepción
En el sitio web del agregador de reseñas Rotten Tomatoes, el 54 % de las 35 reseñas de los críticos son positivas, con una clasificación promedio de 5,2/10. El consenso del sitio web dice: «Spy Kids: Armageddon ofrece una acción sólidamente divertida para los espectadores más jóvenes, incluso si esta empezando a parecer que está franquicia se ha quedado sin razones para continuar».Metacritic, que utiliza promedio ponderado, asignó a la película una puntuación de 55 sobre 100, basada en 10 críticos, lo que indica críticas «mixtas o promedio».
Samantha Bergeson de IndieWire dice que "ciertamente atraerá a los niños de hoy en día, del tipo que entra en el grupo de edad preadolescente que todavía sueñan con unirse a la CIA. Como dice el jefe espía Devlin al final de la película, es simplemente la siguiente misión para la familia "Spy Kids. ¿Esa secuela rivalizará con Spy Kids 2?, estén atentos".Maggie Lovitt de Collider dice que "puede que nunca sea el clásico de culto que define la generación que fueron sus predecesores, pero sigue siendo un regreso esperado desde hace mucho tiempo a un universo sin precedentes. En el mundo de Rodríguez, el hopepunk gobierna, y muy pocos narradores se sienten obligados a contar historias donde hay un optimismo inquebrantable y esperanza para el futuro".